# Mstów (Silezië)
Mstów is een plaats in het Poolse district  Częstochowski, woiwodschap Silezië. De plaats maakt deel uit van de gemeente Mstów en telt 1700 inwoners.